# Opolskie Centrum Rozwoju Gospodarki
Opolskie Centrum Rozwoju Gospodarki (OCRG) – jednostka samorządu województwa opolskiego realizująca zadania związane z pobudzaniem aktywności gospodarczej, tworzeniem warunków rozwoju gospodarczego, podnoszenie poziomu konkurencyjności i innowacyjności gospodarki regionu oraz pozyskiwaniem i obsługa inwestorów. Utworzona uchwałą Sejmiku Województwa Opolskiego nr V/28/2007 z dnia 27 lutego 2007 r.

## Zakres działalności
Centrum realizuje zadania związane szeroko rozumianą obsługą firm i inwestorów na poziomie województwa. W ramach tej działalności prowadzi Centrum Obsługi Inwestora i Eksportera, które udostępnia bazę ofert inwestycyjnych w regionie, pomaga firmom, które chciałyby zainwestować w woj. opolskim oraz prowadzi opiekę poinwestycyjną.
OCRG zajmuje się również dystrybucją funduszy unijnych dla sektora przedsiębiorstw jako tzw. Instytucja pośrednicząca. Zajmuje się prowadzeniem naborów wniosków oraz udzielaniem unijnych dotacji dla firm z Regionalnego Programu Operacyjnego województwa. W ramach OCRG działa również punkt informacji EUROPE DIRECT, który służy do upowszechniania wiedzy na temat polityki, finansów i programów Unii Europejskiej.